# Agathis flavescens
Agathis flavescens – gatunek drzewa z rodziny araukariowatych (Araucariaceae). Jest endemitem północnej Malezji, gdzie rośnie w lasach na wysokościach od 1200 do 1350 m n.p.m. Znane są tylko trzy stanowiska tego gatunku znajdujące się w dwóch masywach górskich – Gunung Tahan (Taman Negara) i Gunung Rabong (Kelantan), na których stwierdzono w sumie mniej niż tysiąc okazów.

## Morfologia
PokrójDrzewo osiągające 12 m wysokości, rzadko więcej. Pień okryty jest delikatną zieloną lub brązową korą. Młode pędy są żółtawe.
LiścieŻółtawozielone, o blaszce owalnej, tępo zakończonej, osadzonej na krótkim ogonku. Blaszka osiąga do 6 cm długości przy szerokości do 2,5 cm. Liście są sine od spodu.
Organy generatywneSzyszki męskie są cylindryczne, mają długość od 2,5 do ok. 4 cm i średnicę do 1,3 cm. Osadzone są na szypułach do 1,5 cm długości, u nasady wspartej dwiema, okazałymi, łuskowatymi podsadkami. Szyszki żeńskie są purpurowo nabiegłe, owalne, o długości do 6 cm i szerokości do 4,5 cm. Dojrzewają w drugim roku.
NasionaOwalne o długości ok. 1,3 cm i szerokości ok. 0,6 cm opatrzone z jednej strony pojedynczym skrzydełkiem o długości do 1,2 cm.